# Maria Adriana Delgado Ayala
Maria Adriana Delgado Ayala (12 de enero de 1995 en Estado de Guerrero, México) es una ajedrecista mexicana. Es conocida por tener el título de WIM en el año 2013.

## Reseña biográfica
Desde muy pequeña mostró gran interés por el ajedrez, en el año 2009 debutó en el  LV Campeonato Nacional Abierto de Ajedrez (1.ª Fuerza) en donde logró tener una victoria, unas tablas y 3 derrotas.
En el año 2013 obtuvo el título de WCM, para posteriormente ese mismo año, obtener título de WIM ese mismo año, Posteriormente en el año 2014 representó a la UNAM en la OLIMPIADA NACIONAL 2014 donde obtuvo una medalla de oro en la categoría de Ajedrez rápido  y una medalla de bronce en la categoría de ajedrez clásico.
Estudio relaciones internacionales en Facultad de Ciencias Políticas y Sociales (Universidad Nacional Autónoma de México)

## Distinciones
- Titulo de ajedrez (WCM, 2013)
- Título de ajedrez (WIM, 2013)
- Universiada (Medalla de oro, 2014)
- Universiada(Medalla de bronce, 2014)